# Wiesław Błach
Pour les articles homonymes, voir Blach.
Wiesław Błach (né le 25 mars 1962 à Opole) est un judoka polonais.

## Carrière
Sacré 8 fois champion de Pologne, il remporte la médaille d'or aux Championnats d'Europe de judo 1987. Il participe aux Jeux olympiques d'été de 1988 et de 1992.
Le 14 décembre 2008 il est élu président de la Fédération polonaise de judo.
Wiesław Błach est docteur en éducation physique.

## Palmarès

### Championnats du monde
- Médaillé de bronze à Séoul en 1985

### Championnats d'Europe
- Médaillé de bronze à Belgrade en 1986
- Médaillé d'or à Paris en 1987
- Médaillé de bronze à Francfort en 1990

### Championnats de Pologne
- Médaillé d'or en 1982, 1983, 1984, 1985, 1987, 1988, 1990 et 1991
- Médaillé d'argent en 1989
- Médaillé de bronze en 1986 et 1992